# МКС-36
МКС-36 — тридцать шестой долговременный экипаж Международной космической станции. Его работа началась 13 мая 2013 года, 23:08 UTC с момента отстыковки Союз ТМА-07М от станции. В состав экспедиции вошли три члена экипажа космического корабля Союз ТМА-08М, ранее работавшие в составе экспедиции МКС-35. 29 мая 2013 года, 2:10 UTC экспедицию пополнили три члена экипажа космического корабля Союз ТМА-09М. Экспедиция завершилась 10 сентября 2013 года, 23:37 UTC в момент отстыковки от МКС космического корабля Союз ТМА-08М.

## Экипаж
| Должность   | 13 — 29 мая 2013 года   | 29 мая — 10 сентября 2013 года | № космического полёта | Корабль доставки |
| ----------- | ----------------------- | ------------------------------ | --------------------- | ---------------- |
| Командир    | Павел Виноградов, ФКА   | Павел Виноградов, ФКА          | 3                     | Союз ТМА-08М     |
| Бортинженер | Александр Мисуркин, ФКА | Александр Мисуркин, ФКА        | 1                     | Союз ТМА-08М     |
| Бортинженер | Кристофер Кэссиди, НАСА | Кристофер Кэссиди, НАСА        | 2                     | Союз ТМА-08М     |
| Бортинженер |                         | Карен Найберг, НАСА            | 2                     | Союз ТМА-09М     |
| Бортинженер |                         | Фёдор Юрчихин, ФКА             | 4                     | Союз ТМА-09М     |
| Бортинженер |                         | Лука Пармитано, ЕКА            | 1                     | Союз ТМА-09М     |

## Подготовка
Основной и дублирующий экипажи МКС-36 проходили подготовку в Центре подготовки космонавтов.

## Ход экспедиции

### Выходы в открытый космос
1. 24 июня 2013 года,  Фёдор Юрчихин и  Александр Мисуркин, из модуля Пирс, длительность 6 часов 34 минуты, российские космонавты провели замену второй панели регулятора расхода жидкости на функционально-грузовом блоке «Заря», установили держатели кабельных систем энергоснабжения, установили научную аппаратуру «Индикатор» космического эксперимента «Контроль» на малый исследовательский модуль «Поиск» (МИМ-2), выполнили демонтаж второй панели космического эксперимента «Выносливость» с МИМ-2[4].
2. 9 июля 2013 года,  Кристофер Кэссиди и  Лука Пармитано, из модуля Квест, длительность 6 часов 7 минут, проведение ремонтно-восстановительных работ блока приемопередатчика Борт-Земля, монтаж штанги захвата (держателя) на радиаторах по правому и левому борту станции, прокладка кабеля системы электропитания, сборка поворотной видеокамеры и светильника для нее на мобильной транспортной системе MBS, монтаж теплозащитного чехла на гермоадаптере PMA-2[5].
3. 16 июля 2013 года,  Кристофер Кэссиди и  Лука Пармитано, из модуля Квест, длительность 1 час 32 минуты, выход досрочно завершён из-за растекания жидкости в скафандре Пармитано[6].
4. 16 августа 2013 года,  Фёдор Юрчихин и  Александр Мисуркин, из модуля Пирс, длительность 7 часов 29 минут, проведение работ на поверхности российского сегмента МКС[7].
5. 22 августа 2013 года,  Фёдор Юрчихин и  Александр Мисуркин, из модуля Пирс, длительность 5 часов 58 минут, проведение работ на поверхности российского сегмента МКС[8].

### Принятые грузовые корабли
1. ATV-4 «Альберт Эйнштейн», запуск 5 июня 2013 года, стыковка 15 июня 2013 года.
2. Прогресс М-20М, запуск 27 июля 2013 года, стыковка 28 июля 2013 года.
3. HTV-4, запуск 3 августа 2013 года, стыковка 9 августа 2013 года.